# Arima Kenji
Kenji Arima (sinh ngày 26 tháng 11 năm 1972) là một cầu thủ bóng đá người Nhật Bản.

## Sự nghiệp câu lạc bộ
Kenji Arima đã từng chơi cho Kashiwa Reysol, Consadole Sapporo và Yokohama FC.